# Sertularella inconstans
Sertularella inconstans is een hydroïdpoliep uit de familie Sertulariidae. De poliep komt uit het geslacht Sertularella. Sertularella inconstans werd in 1919 voor het eerst wetenschappelijk beschreven door Billard. 